# Justina Benites
Justina Rubiela Benites Vásquez (ur. 30 grudnia 1996) – peruwiańska zapaśniczka walcząca w stylu wolnym. Zajęła piąte miejsce na igrzyskach panamerykańskich w 2019. Piąta na mistrzostwach panamerykańskich w 2019. Brązowa medalistka mistrzostw Ameryki Południowej w 2015 roku.